# Procuradoria Geral do Estado do Rio de Janeiro

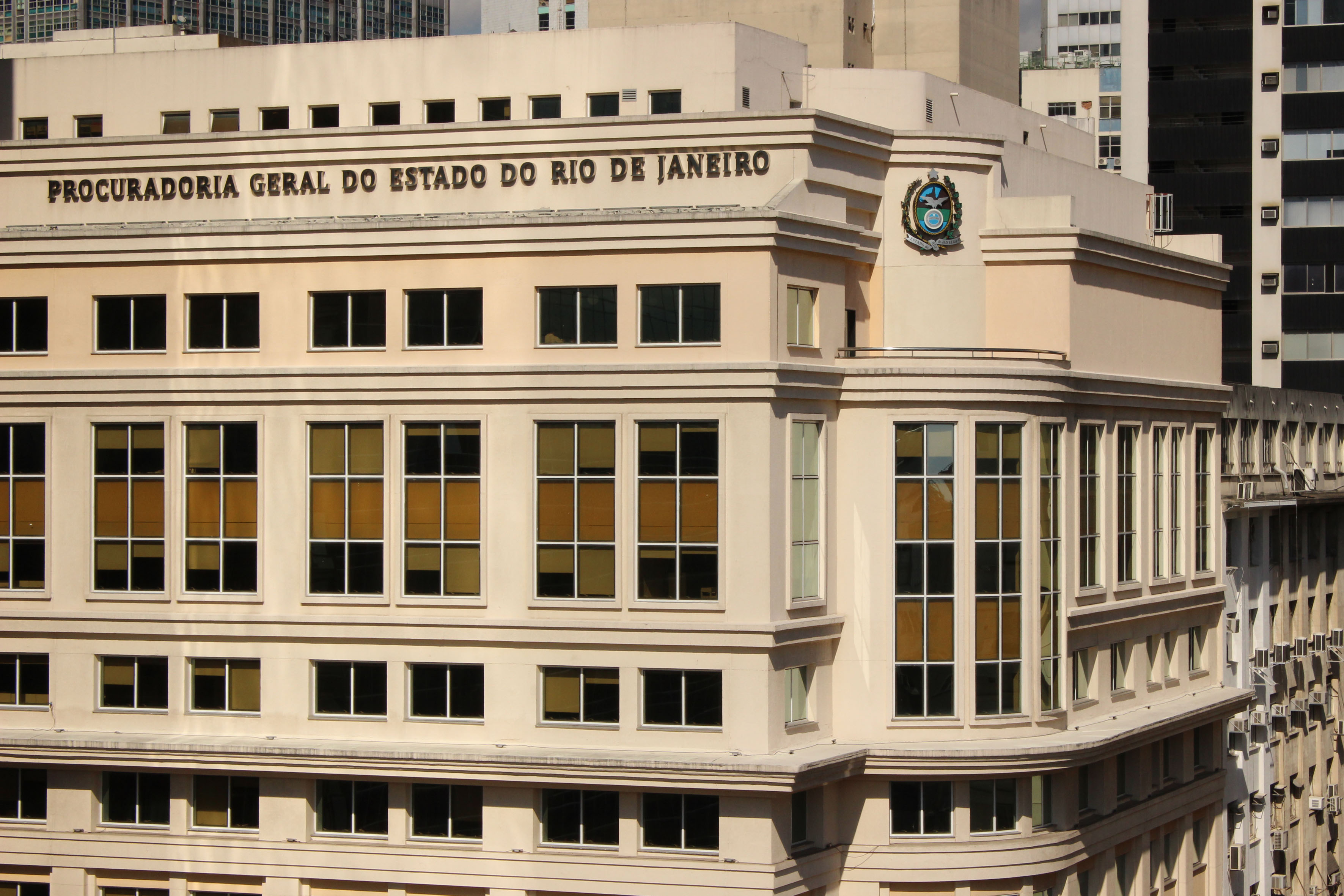
Prédio da Procuradoria Geral do Estado do Rio de Janeiro (PGE-RJ), localizado na Rua do Carmo (centro, Rio de Janeiro).

A Procuradoria Geral do Estado do Rio de Janeiro (PGE-RJ) é o órgão responsável pela representação judicial e consultoria jurídica do Estado do Rio de Janeiro. Supervisiona os serviços jurídicos das administrações direta e indireta, atua no controle interno da legalidade dos atos da Administração Pública e defende judicial e extrajudicialmente os interesses legítimos do Estado.
Suas principais atribuições estão previstas no artigo 132 da Constituição Federal e no artigo 176 da Constituição do Estado do Rio de Janeiro, destacando-se aquela em que se estabelece, entre suas funções, a de órgão central do Sistema Jurídico Estadual.

## História
A origem da Procuradoria Geral do Estado remonta à antiga Procuradoria dos Feitos da Fazenda Municipal, regulada pelo Decreto n.º 4.710, de 4 de abril de 1934. Este ato normativo determinou que a instituição fosse constituída pelo Procurador-Geral e quatro Procuradores, além de um adjunto-secretário, seis adjuntos de Procurador, cinco avaliadores, cinco escreventes, cinco datilógrafos, dois fiéis e dois serventes.
Em 1938, o Decreto n.º 6.344, de 9 de novembro, transformou a instituição na Procuradoria da Fazenda do Distrito Federal e ampliou os seus quadros, que passaram a contar com um Procurador-Geral, nove Procuradores, um secretário, oito adjuntos de procurador, seis avaliadores e uma secretaria composta por nove auxiliares de Procuradoria, um protocolista, seis datilógrafos, três fiéis e cinco serventes.
Após a criação do Estado da Guanabara, em 1960, a Lei n.º 134, de 1961, foi responsável pela criação da carreira de Procurador do Estado da Guanabara, com 120 cargos, cuja única forma de provimento seria, desde então, o concurso público.
Esta lei também determinou a organização da Procuradoria em sete especializadas – Procuradoria Fiscal, Procuradoria de Desapropriações, Procuradoria de Assuntos de Pessoal, Procuradoria de Sucessões, Procuradoria de Serviços Públicos, Procuradoria Judicial e Procuradoria Administrativa –, além da criação de uma “Revista de Direito”. Em 1962 e 1963 realizou-se o primeiro concurso para a carreira de Procurador do Estado.
A fusão entre o Estado da Guanabara e o antigo Estado do Rio de Janeiro, em 1975, juntou as Procuradorias dos respectivos entes federativos na atual Procuradoria Geral do Estado do Rio de Janeiro. Em 1980, foi editada a Lei Complementar n.º 15 – Lei Orgânica da Procuradoria Geral do Estado, que conferiu à instituição a estrutura atual, contando com 300 cargos de Procurador.
Ao longo da história, passaram pelos quadros da PGE-RJ Procuradores que, além de contribuírem para o fortalecimento da instituição, conseguiram projeção no cenário da vida nacional. Entre estes, destacam-se Genolino Amado, Francisco Assis de Barbosa, Otto Lara Resende, Barbosa Lima Sobrinho, Raimundo Faoro e Luis Roberto Barroso.

## Lista dos Procuradores-Gerais do Estado do Rio de Janeiro
| Período            | Procurador-Geral                            |
| 03/1932 a 01/1934  | José Miranda Valverde                       |
| 02/1934 a 01/1941  | José Saboia Viriato de Medeiros             |
| 01/1941 a 12/1941  | José Maria Bello (interino)                 |
| 01/1942 a 12/1942  | José Saboia Viriato de Medeiros             |
| 01/1943 a 12/1943  | José Maria Bello (interino)                 |
| 01/1944 a 11/1946  | José Saboia Viriato de Medeiros             |
| 12/1946 a 08/1947  | José Maria Bello                            |
| 08/1947 a 01/1951  | Arthur Cumplido de Sant'anna                |
| 01/1951 a 04/1951  | Carlos Povina Cavalcanti                    |
| 04/1951 a 12/1952  | Oscar Saraiva                               |
| 12/1952 a 07/1953  | Luiz José Pereira Simões Filho              |
| 08/1953 a 09/1954  | Aldo Santana de Moura                       |
| 09/1954 a 12/1955  | Gustavo Philadelfo de Azevedo               |
| 01/1956 a 02/1956  | Lino Neiva de Sá Pereira                    |
| 02/1956 a 05/1960  | José Emygdio de Oliveira                    |
| 05/1960 a 12/1960  | Josino de Araújo Medeiros                   |
| 01/1961 a 07/1961  | Roberto Pinto Fernandes                     |
| 07/1961 a 08/1961  | Milton José Raulino Muller                  |
| 08/1961 a 12/1965  | Eugenio de Vasconcellos Sigaud              |
| 12/1965 a 03/1971  | Lino Neiva de Sá Pereira                    |
| 03/1971 a 01/1972  | Diogo de Figueiredo Moreira Neto            |
| 01/1972 a 02/1975  | José Emygdio de Oliveira                    |
| 03/1975 a 02/1979  | Roberto Paraíso Rocha                       |
| 1980 a 1983        | Raul Soares de Sá                           |
| 1983 a 1986        | Eduardo Seabra Fagundes                     |
| 02/1986 a 03/1987  | Letacio de Medeiros Jansen Ferreira Júnior  |
| 03/1987 a 09/1987  | Hélio Saboya Ribeiro dos Santos             |
| 1987 a 1991        | José Eduardo Barbosa Santos Neves           |
| 03/1991 a 05/1991  | Eduardo Seabra Fagundes                     |
| 05/1991 a 06/1993  | Ricardo Aziz Cretton                        |
| 12/1993 a 01/1995  | Marcus Felicius Ayrosa Fernandino de Moraes |
| 01/1995 a 12/1998  | Raul Cid Loureiro                           |
| 01/1999 a 04/2002  | Francesco Conte                             |
| 04/2002 a 01/2003  | Geraldo Arruda Figueiredo                   |
| 01/2003 a 01/2004  | Sérgio Luiz Barbosa Neves                   |
| 01/2004 a 12/2006  | Francesco Conte                             |
| 01/2007 a 11/2016  | Lucia Lea Guimarães Tavares                 |
| 11/2016 a 11/2017  | Leonardo Espíndola                          |
| 11/2017 a 04/2018  | Claudio Roberto Pieruccetti (Interinamente) |
| 04/2018 a 12/2018  | Rodrigo Crelier Zambão da Silva             |
| 01/2019 a 06/2020  | Marcelo Lopes da Silva                      |
| 06/2020 a 08/2020  | Reinaldo Frederico Afonso Silveira          |
| 08/2020 a 11/2023  | Bruno Teixeira Dubeux                       |
| 11/2023 - presente | Renan Miguel Saad                           |